# Rajalanvaara
Rajalanvaara är en kulle i Finland.   Den ligger i den ekonomiska regionen Norra Lappland och landskapet Lappland, i den norra delen av landet, 800 km norr om huvudstaden Helsingfors. Toppen på Rajalanvaara är 292 meter över havet.
Terrängen runt Rajalanvaara är huvudsakligen platt.  Trakten runt Rajalanvaara är nära nog obefolkad, med mindre än två invånare per kvadratkilometer.